# TRNK (guanin9-N1)-metiltransferaza
tRNK (guanin9-1)-metiltransferaza (EC 2.1.1.221, Trm10p, tRNK(m1G9/m1A9)-metiltransferaza, tRNK(m1G9/m1A9)MTaza, tRNK (guanin-N(1)-)-metiltransferaza, tRNK m1G9-metiltransferaza, tRNK m1G9 MTaza) je enzim sa sistematskim imenom S-adenozil--metionin:tRNK (guanin9-1)-metiltransferaza. Ovaj enzim katalizuje sledeću hemijsku reakciju
-adenozil--metionin + guanin9 u tRNK {\displaystyle \rightleftharpoons } -adenozil-L-homocistein + N1-metilguanin9 u tRNK
Enzim iz Saccharomyces cerevisiae specifično metiluje guanin9. Bifunkcionalani enzim iz Thermococcus kodakaraensis takođe katalizuje metilaciju adenina9 u tRNK (cf. EC 2.1.1.218, tRNK (adenin9-1)-metiltransferaza).

## Literatura
- Nicholas C. Price; Lewis Stevens (1999). Fundamentals of Enzymology: The Cell and Molecular Biology of Catalytic Proteins (Third изд.). USA: Oxford University Press. ISBN 019850229X.
- Eric J. Toone (2006). Advances in Enzymology and Related Areas of Molecular Biology, Protein Evolution (Volume 75 изд.). Wiley-Interscience. ISBN 0471205036.
- Branden C; Tooze J. Introduction to Protein Structure. New York, NY: Garland Publishing. ISBN 0-8153-2305-0.
- Irwin H. Segel. Enzyme Kinetics: Behavior and Analysis of Rapid Equilibrium and Steady-State Enzyme Systems (Book 44 изд.). Wiley Classics Library. ISBN 0471303097.

## Spoljašnje veze
- TRNA+(guanine9-N1)-methyltransferase на 